# Monti della Daunia
I monti della Daunia  ('a Mundagnë nei vari dialetti locali) costituiscono una modesta catena montuosa situata lungo l'orlo orientale dell'Appennino campano, in posizione dominante rispetto al Tavoliere delle Puglie. Occupano principalmente il settore occidentale della provincia di Foggia in Puglia, ma ne fanno parte anche la propaggine sud-orientale della provincia di Campobasso in Molise nonché i margini nord-orientali delle province di Benevento e di Avellino in Campania.
In virtù del basso grado di antropizzazione l'area è principalmente nota per le sue valenze naturalistiche e per la sua rilevanza nella salvaguardia della biodiversità; in particolare, con riferimento alla tutela degli uccelli selvatici, è istituita un'Important Bird and Biodiversity Area (comprendente alcuni territori delle suddette regioni Puglia, Molise e Campania) denominata IBA-126 "Monti della Daunia".

## Generalità
Essi traggono il loro nome dal distretto storico-geografico della Daunia che, a sua volta, era così denominato in quanto vi risiedeva l'antico popolo dei Dauni. Tale denominazione non è però del tutto precisa, poiché in epoca pre-romana il territorio dei Monti della Daunia non era popolato dai Dauni (che comunque occupavano la fascia pedemontana), bensì dai Sanniti e dagli Irpini che vi edificarono una serie di oppida (villaggi fortificati), il più importante dei quali era Vescellium; la folta presenza di stanziamenti sannitici nei secoli VI-III a.C. è stata inoltre confermata da moderni rilevamenti tramite lidar.
Nell'ambito della provincia di Foggia, entro cui è compresa la stragrande maggioranza del territorio, i Monti della Daunia sono meglio noti come Monti dauni o, talvolta, come Subappennino dauno, benché a rigore tale ultima denominazione dovrebbe essere riferita all'area propriamente subappenninica, ossia alla fascia collinare di transizione tra la catena montuosa degli Appennini (di cui i Monti della Daunia propriamente detti costituiscono parte integrante) e la sottostante pianura del Tavoliere.
Nelle pubblicazioni scientifiche i Monti della Daunia sono più propriamente denominati Appennino dauno o talora Appennino di Capitanata, in quest'ultimo caso con riferimento all'antica provincia di Capitanata che pure includeva gran parte del territorio; tali denominazioni ricalcano fedelmente una base dialettale alternativa ('u Appënninë). In effetti i Monti della Daunia, pur costituendo una sezione periferica dell'Appennino meridionale, sono attraversati in alcuni tratti dalla linea spartiacque, tanto che da essi sgorgano due fiumi o torrenti (il Miscano e la Fiumarella) afferenti al versante tirrenico della penisola italiana.

## Geografia fisica

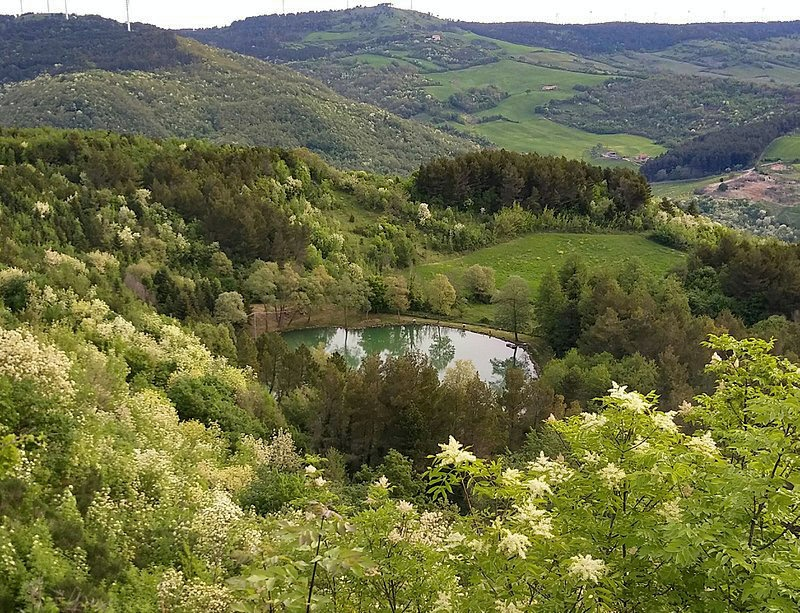
Il versante interno dei monti della Daunia: in primo piano il lago naturale Luza Aqua Fets presso Greci, in Campania; sullo sfondo, la Montagna di Orsara di Puglia

Il rilievo costituito dai monti della Daunia si sviluppa a guisa di dorsale irregolare estesa linearmente in senso nord-sud, con altitudini collinari o di bassa montagna, delimitato a nord dalla valle del Fortore, a est dal Tavoliere delle Puglie, a sud dalla valle dell'Ofanto e a ovest dall'altipiano irpino lungo cui corre la linea spartiacque appenninica. La struttura geologica, piuttosto complessa, vede una netta prevalenza di rocce sedimentarie di tipo argilloso intercalate con arenarie o, più di rado, conglomerati; la composizione chimica delle rocce è però assai variabile mentre la coerenza è mediamente scarsa, divenendo più consistente soltanto nei gruppi montuosi più elevati tra i quali si evidenzia la successione del flysch di Faeto, composto da un'alternanza di calcareniti, calcari marnosi, brecciole calcaree, marne e marne argillose, con rari noduli e lenti di selce.
Nel complesso il paesaggio assume forme dolci e tondeggianti con una netta predominanza di colture cerealicole; nelle aree propriamente montane prevalgono però i boschi e i pascoli mentre molte valli sono scoscese e incassate, caratterizzate non di rado da fenomeni di dissesto idrogeologico: tra le depressioni più rilevanti si citano la Valmaggiore (la più elevata in altitudine, a netta vocazione silvo-pastorale) e l'impervia Valle del Cervaro, caratterizzata dalla presenza di vaste aree boschive ma anche da un imponente smottamento, la frana di Montaguto.
Tra i principali fiumi si rammentano il Fortore, il Cervaro e l'Ofanto, tutti caratterizzati dalla portata irregolare e dal corso tortuoso. Pochi i laghi naturali: si citano il lago Pescara (situato a 902 m s.l.m., esteso su 3 ettari e profondo 6 m) alle falde del monte Cornacchia, e il piccolo lago Luza Aqua Fets in territorio di Greci (esteso su 3.500 m² a 740 m s.l.m.) lungo il versante campano dei monti Dauni. Tra i laghi artificiali, anch'essi poco numerosi, spicca il grande lago di Occhito, esteso su 13 km² alla confluenza del torrente Cigno nel fiume Fortore, al confine tra Molise e Puglia.

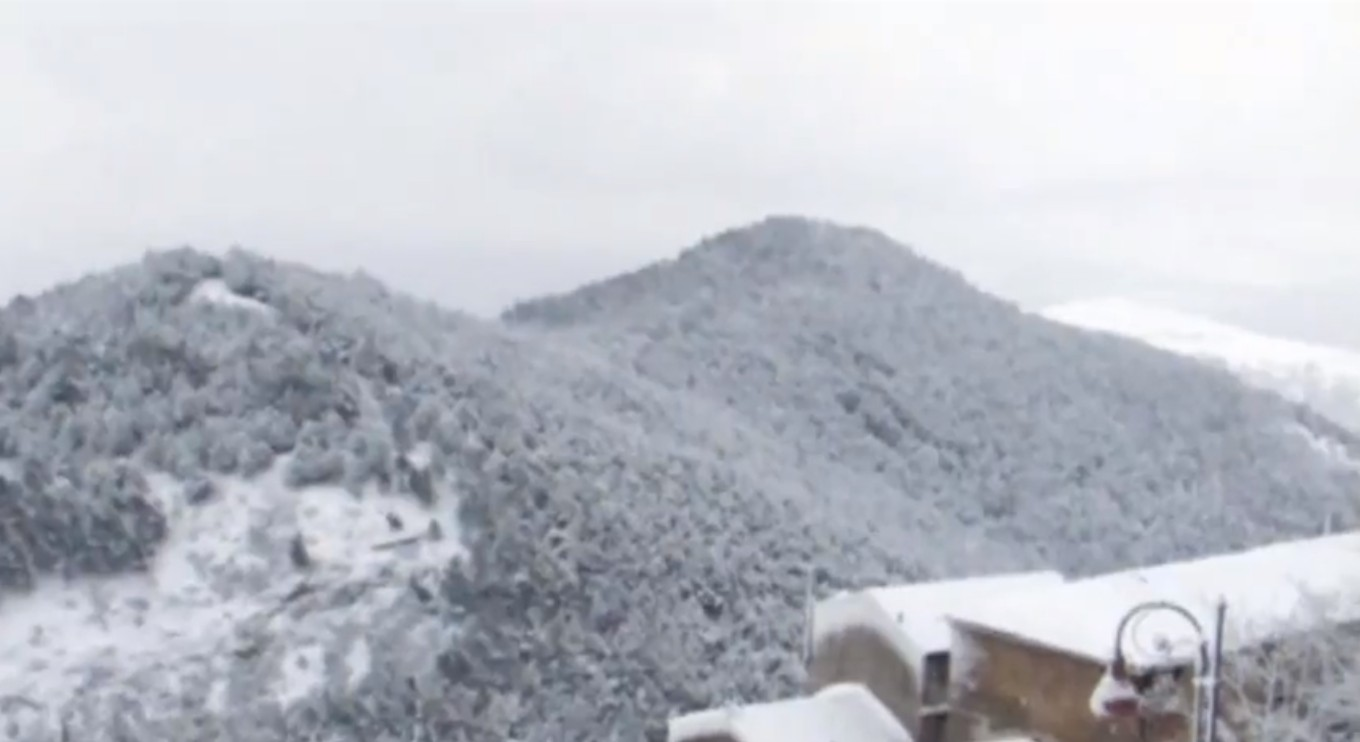
I monti della Daunia innevati nei dintorni di Sant'Agata di Puglia

Il clima mostra caratteri piuttosto continentali a causa delle barriere montuose (l'Appennino meridionale e il Gargano) che ostacolano gli afflussi marittimi; inoltre, per effetto dell'altitudine, le temperature si portano ovunque su livelli piuttosto bassi d'inverno con frequenti gelate, mentre le estati si mantengono abbastanza miti nelle aree propriamente montane. Le precipitazioni, mediamente modeste ma assai irregolari, mostrano una certa tendenza a concentrarsi nel semestre autunno-inverno con fenomeni talora abbondanti anche a carattere nevoso.

### Cime maggiori
| 1  | 1.151 m | Monte Cornacchia  |
| 2  | 1.145 m | Monte Saraceno    |
| 3  | 1.105 m | Monte Crispignano |
| 4  | 1.078 m | Toppo Pescara     |
| 5  | 1.061 m | Monte Sidone      |
| 6  | 1.056 m | Monte Vento       |
| 7  | 1.030 m | Monte Pagliarone  |
| 8  | 1.030 m | Monte Tre Titoli  |
| 9  | 1.015 m | Monte San Vito    |
| 10 | 1.010 m | Monte Stillo      |
|    |         |                   |

### Subappennino dauno

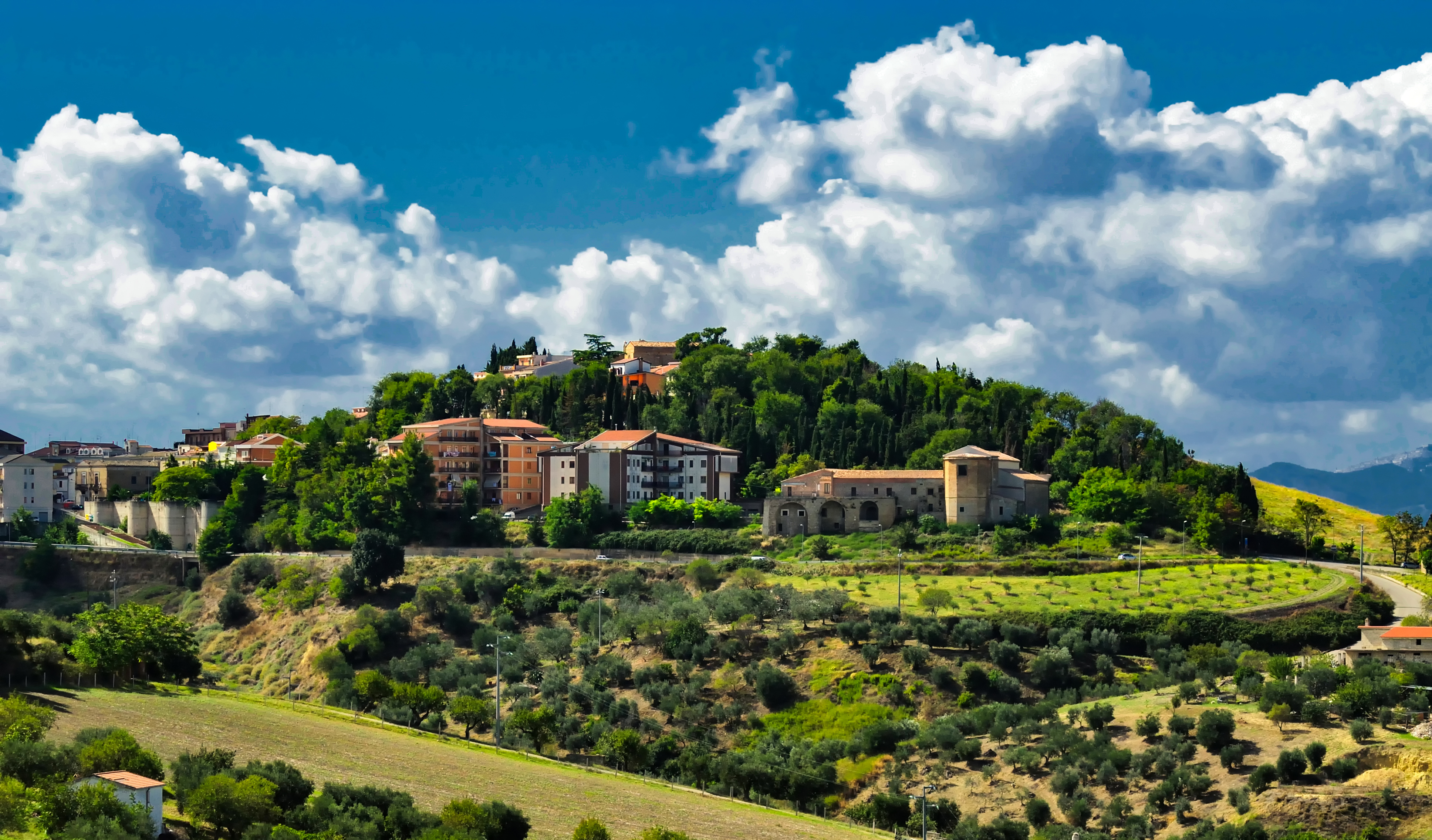
Una collina del Subappennino dauno propriamente detto, presso il centro abitato di Ascoli Satriano

Ben distinta dai Monti della Daunia è la fascia collinare subappenninica che, in effetti, si riallaccia più direttamente al Tavoliere delle Puglie; le valli subappenniniche, amplissime e quasi appiattite, seguono infatti fedelmente l'andamento altimetrico del Tavoliere disponendosi a pettine secondo una direttrice sudovest-nordest, fino a confondersi con la pianura vera e propria. Un confine approssimativo tra Subappennino e Tavoliere può comunque riconoscersi, sia pur a grandi linee, intorno a una quota altimetrica di 250-300 m s.l.m.. I rilievi subappenninici propriamente detti, situati totalmente all'interno della regione Puglia, sono essenzialmente collinari e raggiungono la loro massima altitudine nel monte Carpinelli (506 m s.l.m.), pochi chilometri a sud di Ascoli Satriano.
Numerosi sono i torrenti che attraversano il Subappennino, tutti afferenti al golfo di Manfredonia in Adriatico: tra i principali si citano il Triolo, la Salsola, il Vulgano, il Celone, il Cervaro, il Carapellotto e il Calaggio; di essi, i primi quattro confluiscono nel Candelaro, il Cervaro alimenta il lago Salso, gli ultimi due formano il Carapelle. Non sono invece presenti laghi naturali subappenninici; tra i laghi artificiali si ricordano l'invaso del Celone e la diga Capacciotti (quest'ultima trae il proprio nome dall'omonima marana).

## Geografia antropica
(Orazio in marcia lungo la via Appia, presso Benevento, nel 37 a.C.
 Satire, Libro I)
In età romana i Monti della Daunia costituirono un luogo di passaggio tra Roma, capitale dell'Impero, e l'Oriente; vi transitavano infatti due strade consolari, l'antica via Aemilia (il cui percorso è ancora mal conosciuto) e la più rilevante via Minucia: quest'ultima, in epoca imperiale, sarà poi rettificata e ribattezzata via Traiana. Nel tardo impero il settore meridionale della dorsale sarà inoltre interessato dalla via Aurelia e dalla via Herculia.
Nel medioevo la posizione elevata rispetto al Tavoliere garantì ancora una certa rilevanza strategica al territorio; ne restano testimonianza i numerosi borghi fortificati mentre rimangono scarse tracce della maestosa fortezza di Crepacuore, quest'ultima ubicata lungo la medievale via Francigena la cui esistenza è attestata a Troia fin dal 1024.
In epoca moderna il territorio era attraversato da una delle principali arterie di grande comunicazione del regno di Napoli, la strada regia delle Puglie. Viceversa nell'era contemporanea, nonostante la presenza di importanti infrastrutture quali la ferrovia Roma-Bari e l'autostrada Napoli-Canosa, l'area soffre dell'isolamento geografico: la popolazione residente è infatti in decremento e, specie nei centri più piccoli, in generale più anziana della media.
Da un punto di vista amministrativo, i 29 comuni del versante pugliese dei monti della Daunia, tutti situati nella provincia di Foggia, sono organizzati in due comunità montane: la comunità montana dei Monti Dauni Settentrionali con sede a Casalnuovo Monterotaro e la comunità montana dei Monti Dauni Meridionali con sede a Bovino, entrambe poste in liquidazione nel 2009; i comuni molisani della provincia di Campobasso sono invece aggregati alla comunità montana del Fortore molisano. Per quanto attiene ai comuni del versante campano, quelli della provincia di Benevento sono aggregati alla comunità montana del Fortore mentre quelli della provincia di Avellino rientrano nella comunità montana dell'Ufita.

## Cultura e luoghi d'interesse

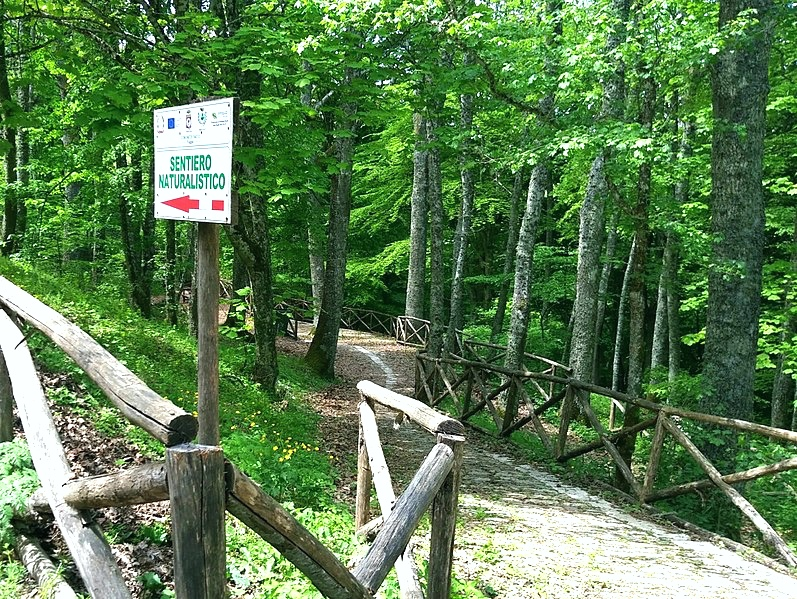
Il bosco di Faeto nell'alta Valmaggiore, isola linguistica franco-provenzale

I monti della Daunia si caratterizzano per la presenza di due minoranze linguistiche: quella arbëreshë di Casalvecchio di Puglia e Greci e quella francoprovenzale di Faeto e Celle di San Vito nell'alta Valmaggiore. Altrove si parlano dialetti meridionali intermedi del gruppo dauno-sannitico o dauno-irpino. I comuni montani sono comunque tutti di piccole dimensioni; dal novembre 2024 Castelluccio Valmaggiore è il comune capofila dell'area interna Monti Dauni.
In generale i vari centri abitati, sorti in epoca medievale, conservano molte strutture tipiche dei borghi fortificati; tra i monumenti di maggior rilievo si citano le antiche cantine Cerrato, il santuario di Valleverde e la cattedrale Santa Maria Assunta a Bovino, il castello e il convento di Santa Maria della Consolazione a Deliceto, il santuario della Madonna del Bosco nei dintorni di Panni e il santuario della Madonna del Carmine presso Accadia, quest'ultimo ubicato alle falde del monte Crispignano a 1041 m s.l.m..
Per quanto attiene alle aree naturali, si segnala la presenza di tre siti di interesse comunitario (SIC): Valle Fortore - Lago di Occhito nel settore nord, Monte Cornacchia - Bosco di Faeto nel settore centrale e Accadia-Deliceto nel settore sud. Tra le aree forestali più rilevanti si citano i boschi del monte Sambuco (estesi su diversi territori comunali) nel SIC Valle Fortore - Lago di Occhito, il bosco Cerasa (in territorio di Biccari), il bosco Difesa (in agro di Faeto) e il bosco Vetruscelli (nel tenimento di Roseto), tutti e tre afferenti al SIC Monte Cornacchia - Bosco di Faeto, nonché il bosco delle Paduli (in territorio di Accadia) nell'ambito del SIC Accadia-Deliceto. Di rilievo storico e speleologico è inoltre la selva Mala (nei pressi di Monteleone di Puglia), la cui esistenza è documentata fin dal 1269 (nell'ambito dell'allora contea di Ariano) e al cui interno si apre la grotta del Brigante, prima caverna dei monti Dauni ad essere censita nel catasto delle grotte della regione Puglia.

## Economia

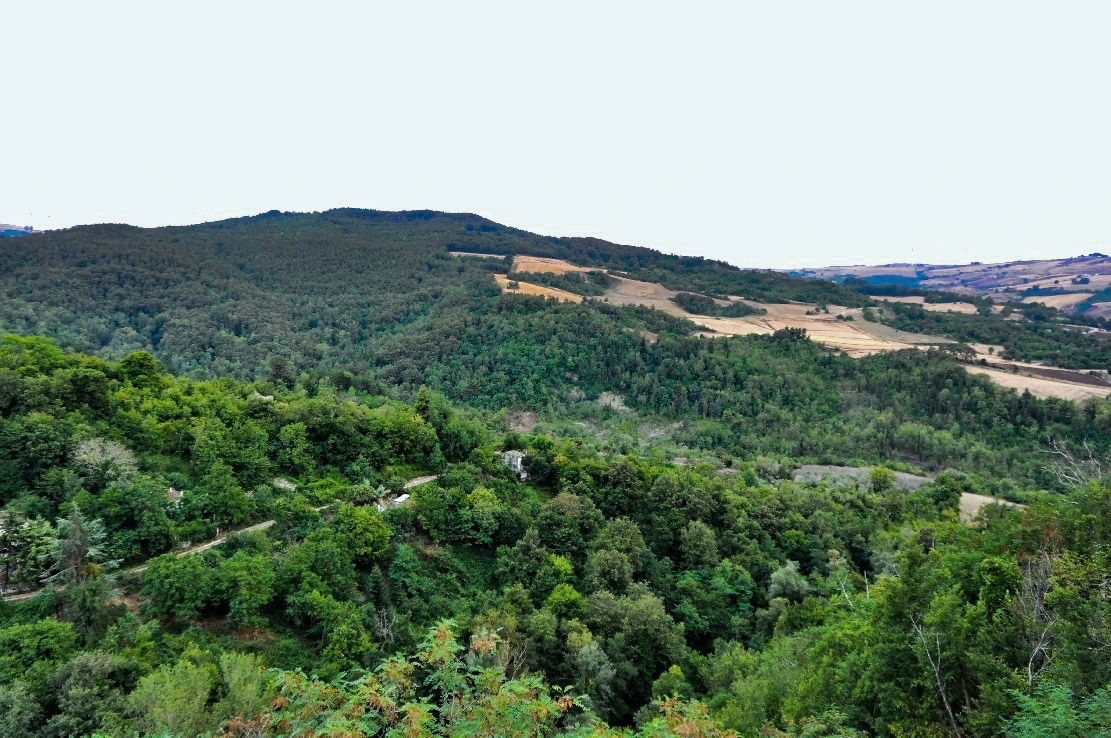
Vaste estensioni di boschi e pascoli montani presso Roseto Valfortore

Attraversati da un fitto reticolo di tratturi e tratturelli, le storiche vie della transumanza, i Monti della Daunia si contraddistinguono per le attività agro-silvo-pastorali e per le connesse produzioni tipiche, principalmente olio, pane, formaggi e salumi; tra questi ultimi spicca il prosciutto di Faeto che si fregia del riconoscimento di prodotto agroalimentare tradizionale.
A partire dalla fine del XX secolo un nuovo settore, quello della produzione energetica, ha assunto notevole rilevanza per l'economia locale. Numerosi parchi eolici sono sorti lungo i crinali montuosi mentre la valle del Vulgano e l'agro di Candela si caratterizzano per l'estrazione di idrocarburi.